# Czesław Cybulski
Czesław Cybulski (ur. 18 czerwca 1935 w Mosinie, zm. 3 sierpnia 2022 w Poznaniu) – polski trener lekkiej atletyki, specjalizujący się w rzucie młotem.

## Kariera trenerska
W 1955 ukończył Średnią Szkołę Sportową w Gdańsku, gdzie jednym z jego nauczycieli był Sławomir Zieleniewski. Następnie pracował jako trener i nauczyciel wychowania fizycznego. Początkowo specjalizował się w sprintach, a od 1968 w rzutach.  W 1964 ukończył studia na Akademii Wychowania Fizycznego w Warszawie, w 1978 doktoryzował się na Akademii Wychowania Fizycznego w Poznaniu. Od 1968 związany z AZS Poznań. W latach 70. i 80. był kierownikiem szkolenia grupy rzutów Polskiego Związku Lekkiej Atletyki.
Jego najwybitniejszym zawodnikiem był Szymon Ziółkowski, którego trenował od 1989 do lutego 2004 (z przerwą w 2002) i doprowadził do tytułu mistrza olimpijskiego (2000) i mistrza świata (2001). W latach 2005–2009 trenował Anitę Włodarczyk, która zrezygnowała ze współpracy na krótko przed mistrzostwami świata w 2009, na których zdobyła złoty medal i pobiła rekord świata. Od 2010 do 2016 roku był  trenerem Pawła Fajdka, którego doprowadził do tytułu mistrza świata w 2013 oraz w 2015.
Innymi jego znanymi zawodnikami byli Mariusz Tomaszewski, Ireneusz Golda, Leszek Woderski i Joanna Fiodorow. Prowadził również w początkach kariery Zdzisława Kwaśnego, a na przełomie 2003 i 2004 przez krótki czas Kamilę Skolimowską.
W 2000 otrzymał nagrodę im. Eugeniusza Piaseckiego, w 2012 godność honorowego członka AZS, a w 2013 tytuł Zasłużonego dla miasta Poznania. Jest laureatem Wielkiej Honorowej Nagrody Sportowej za 2013 i 2015 rok. Ponadto odznaczony Złotym Krzyżem Zasługi (2000) oraz Krzyżem Kawalerskim (2014) i Komandorskim (2021) Orderu Odrodzenia Polski.
Pochowany w Alei Zasłużonych na Cmentarzu Miłostowo w Poznaniu.